# إبراهام غريفز
إبراهام غريفز هو لاعب كرة قدم سورينامي، ولد في 5 أكتوبر 1999.